# Eubrianax illiesi
Eubrianax illiesi is een keversoort uit de familie keikevers (Psephenidae). De wetenschappelijke naam van de soort werd in 1983 gepubliceerd door Satô.